# Molceat Doma
Molceat Doma (în rusă Молчат Дома – „Locuințele sunt tăcute") este o formație belarusă de post-punk din Minsk. Înființată în 2017, aceasta este alcătuită din Egor Șkutko (voce), Roman Komogorțev (chitară, sintetizator, baterie) și Pavel Kozlov (chitară bas, sintetizator). Stilul muzical este influențat de muzica rock rusă⁠(d) a anilor 1980 și a fost caracterizat drept post-punk, new wave, synth-pop și cold wave⁠(d).
Primul album al formației – S kryș nașih domov (în rusă: С крыш наших домов – "De pe acoperișurile locuințelor noastre") a fost lansat în 2017, iar cel de-al doilea album – intitulat Etazhi⁠(d) (în rusă: Этажи – "Etaje") – a fost lansat în 2018 prin intermediul casei de discuri germane "Detriti". După ce au ajuns cunoscuți la nivel mondial, aceștia au încheiat un contract cu casa de discuri Sacred Bones Records⁠(d)  în 2020; albumele lor au fost reeditate și vândute pentru prima dată în America de Nord. Cel de-al treilea album de studio – Monument⁠(d) (în rusă: Монумент) a fost lansat pe 13 noiembrie 2020.

## Istorie

### S kryș nașih domovșiEtaji(2017–2019)
Molchat Doma a fost înființată în Minsk, Belarus și a început să înregistreze în  2017. Și-au lansat albumul de debut – S kryș nașih domov – pe 24 aprilie 2017. În luna iulie a aceluiași an, au lansat melodia Kommersanty (Коммерсанты – "Afaceriști"). Spre finalul anului, albumul a fost relansat prin intermediul casei de discuri germane "Detriti". Cel de-al doilea album a fost lansat pe 7 septembrie 2018 sub denumirea Etaji. "Detriti" a lansat al doilea albumul atât în format digital, cât și pe vinil.
Pe parcursul următorilor ani, primele două albume ale formației au câștigat popularitate pe site-urile YouTube și Bandcamp⁠(d). Inițial, aceasta nu a fost la fel de populară în Belarus ca în restul Europei; au susținut concerte sold-out pe întreg continentul, însă nu și în țara natală. Totuși, membrii formației au declarat că nu sunt interesați să susțină un concert pe Minsk-Arena. În septembrie 2019, aceștia au lansat două melodii: Zvezdy (Звезды – "Aștri") și Po krayu ostrova (По краю острова – "De-a lungul marginii insulei").

### Sacred Bones Records șiMonument(2020 - prezent)
În ianuarie 2020, Molciat Doma a semnat un contract cu casa de discuri americană "Sacred Bones", care le-a reeditat primele două albume pe vinil în America de Nord. În prima jumătate a anului 2020, formația a obținut popularitate prin intermediul platformei video TikTok, în special melodia Sudno (Boris Ryjy) [în rusă: Судно (Борис Рыжий) – "Bazinul pentru pat (Boris Ryjy")] de pe albumul Etaji. Datorită popularității sale, aceasta a ajuns pe locul 2 în topul Viral 50⁠(d) de pe Spotify. Molciat Doma urma să organizeze un turneu în America de Nord alături de cântăreața americană Chrysta Bell, dar datele inițiale ale turneului au fost anulate din cauza pandemiei de COVID-19. Aceștia au înregistrat melodia „Heaven and Hell⁠(d)” în rusă pentru un album tribut dedicat formației Black Sabbath. Acesta a fost lansat în mai 2020.
Pe 15 septembrie 2020, Molciat Doma și-a anunțat lansarea primului album prin intermediul celor de la Sacred Bones. Intitulat Monument, acesta a fost lansat pe 13 noiembrie.

## Membrii
- Egor Șkutko (în belarusă: Yahor Șkutko) – voce
- Roman Komogorțev (Raman Kamahorțau) – chitară, sintetizator, baterie[18]
- Pavel Kozlov (Pavel Kazlou) – chitară bas, sintetizator[19]

## Discografie
| Titlu                 | Detalii                                                                              | Poziție în top | Poziție în top |
| Titlu                 | Detalii                                                                              | US Heat.       | US World       |
| --------------------- | ------------------------------------------------------------------------------------ | -------------- | -------------- |
| S krysh nashikh domov | - Lansat: 24 aprilie 2017 - Casa de discuri: Independent - Format: CD, LP, CS, DL    | —              | —              |
| Etazhi                | - Lansat: 7 septembrie 2018 - Casa de discuri: Detriti - Format: CD, LP, CS, DL      | —              | —              |
| Monument              | - Lansat: 13 noiembrie 2020 - Casa de discuri: Sacred Bones - Format: CD, LP, CS, DL | 21             | 12             |